# سان خوان (محافظة)
محافظة سان خوان هي إحدى محافظات الأرجنتين تنقسم إلى 19 مقاطعة صغيرة يطلق عليها اسم حزب.

## أعلام
- فيليكس أغيلار
- راؤول كيروغا
- أرييل أغويرو
- روبين راموس

## روابط إضافية
- Official page (Spanish)
- Tourist office (Spanish)
- Universidad Nacional de San Juan (Spanish)
- Diario de Cuyo (Newspaper - Spanish)
- San Juan Tourist Guide (English - Spanish - German)
- San Juan Events Guide نسخة محفوظة 20 يوليو 2009 على موقع واي باك مشين. (Spanish)
- CuyoNoticias (digital newspaper - Spanish-English)